# Ali Rıza Alan
Ali Rıza Alan (ur. 3 lutego 1947 w Oğulcak) – turecki zapaśnik walczący w stylu wolnym. Olimpijczyk z Monachium 1972, gdzie odpadł w eliminacjach w kategorii do 52 kg.
Mistrz świata w 1970; drugi w 1974; szósty w 1973. Srebrny medalista mistrzostw Europy w 1970, 1973 i 1975 roku.